# 정명 (후량)
정명(貞明, 915년 11월 ~ 921년 4월)은 후량(後梁) 말제(末帝) 주우정(朱友貞)의 첫번째 연호이다. 5년 6개월 가량 사용하였다.
정명 연호를 차용한 십국(十國) 국가는 민나라(閩), 오월(吳越)이 있다.

## 개원
- 건화(乾化) 5년 11월 9일[1](915년 12월 17일)에 연호를 정명(貞明)으로 개원함.[2][3][4][5]

- 정명(貞明) 7년 5월 1일[6](921년 6월 9일)에 연호를 용덕(龍德)으로 개원함.[7][3][8][5]

## 연대 대조표
| 정명       | 원년           | 2년             | 3년             | 4년             | 5년             | 6년        | 7년                 |
| 서기(西紀) | 915년          | 916년           | 917년           | 918년           | 919년           | 920년      | 921년               |
| 간지(干支) | 을해(乙亥)     | 병자(丙子)      | 정축(丁丑)      | 무인(戊寅)      | 기묘(己卯)      | 경진(庚辰) | 신사(辛巳)          |
| 거란(契丹) | -              | 신책(神冊) 원년 | 2년             | 3년             | 4년             | 5년        | 6년                 |
| 전촉(前蜀) | 영평(永平) 5년 | 통정(通正) 원년 | 천한(天漢) 원년 | 광천(光天) 원년 | 건덕(乾德) 원년 | 2년        | 3년                 |
| 남한(南漢) | -              | -               | 건형(乾亨) 원년 | 2년             | 3년             | 4년        | 5년                 |
| 양오(楊吳) | -              | -               | -               | -               | 무의(武義) 원년 | 2년        | 3년 순의(順義) 원년 |

## 동시대 연호

### 한국
후고구려(後高句麗)
- 정개(政開) (914년 ~ 918년)

고려(高麗)
- 천수(天授) (918년 ~ 933년)

후백제(後百濟)
- 정개(正開) (900년 ~ 936년)

### 중국
거란(契丹)
- 신책(神冊) (916년 ~ 922년)

전촉(前蜀)
- 영평(永平) (911년 ~ 915년)
- 통정(通正) (916년)
- 천한(天漢) (917년)
- 광천(光天) (918년)
- 건덕(乾德) (919년 ~ 924년)

남한(南漢)
- 건형(乾亨) (917년 ~ 925년)

양오(楊吳)
- 무의(武義) (919년 ~ 921년)
- 순의(順義) (921년 ~ 927년)

대장화(大長和)
- 천서경성(天瑞景星) (915년 ~ 916년)
- 안화(安和) (917년 ~ 920년)
- 정우(貞祐) (921년 ~ 924년)

호탄 왕국(于闐)
- 동경(同慶) (912년 ~ 966년)

### 일본
- 엔기(延喜) (901년 ~ 923년)

## 같이 보기
- 중국의 연호 목록